# Jamides masu
Jamides masu är en fjärilsart som beskrevs av William Doherty 1891. Jamides masu ingår i släktet Jamides och familjen juvelvingar. Inga underarter finns listade i Catalogue of Life.